# Max Roach
Maxwell Lemuel Roach, detto Max (Newland, 10 gennaio 1924 – New York, 16 agosto 2007), è stato un batterista, percussionista e compositore statunitense.
È considerato uno dei più importanti esponenti del suo strumento nella storia del jazz. 

## I primi anni e gli esordi musicali
Nel 1928 il padre di Roach, che faceva il mezzadro in Carolina del Nord, si trasferì con la famiglia a Brooklyn, nel quartiere nero di Bedford-Stuyvesant, in cerca di migliori condizioni di vita. Max scoprì la batteria molto giovane, durante le funzioni alla Concord Baptist Church, nel cui coro cantava la madre. Iniziò subito a suonare come autodidatta, poi si avvicinò alla studio della musica e imparò a leggere la musica, dedicandosi anche al pianoforte. A dieci anni suonava nei gruppi gospel, e si iscrisse ad un corso di batteria alla Manhattan School of Music.
Nel 1941 il giovane Roach fu chiamato da Duke Ellington a sostituire per una settimana al Paramount Theater il batterista titolare dell'orchestra, Sonny Greer. Nel 1942 Roach, ormai musicista professionista, cominciò a suonare nella Cinquantaduesima strada, la culla del nuovo jazz, alla Monroe's Uptown House e, successivamente, al Minton Playhouse, dove ebbe l'opportunità di incontrare Charlie Parker e Dizzy Gillespie. Il nascente movimento bebop influenzò significativamente il suo estro di musicista e di creatore.

## Carriera e stile

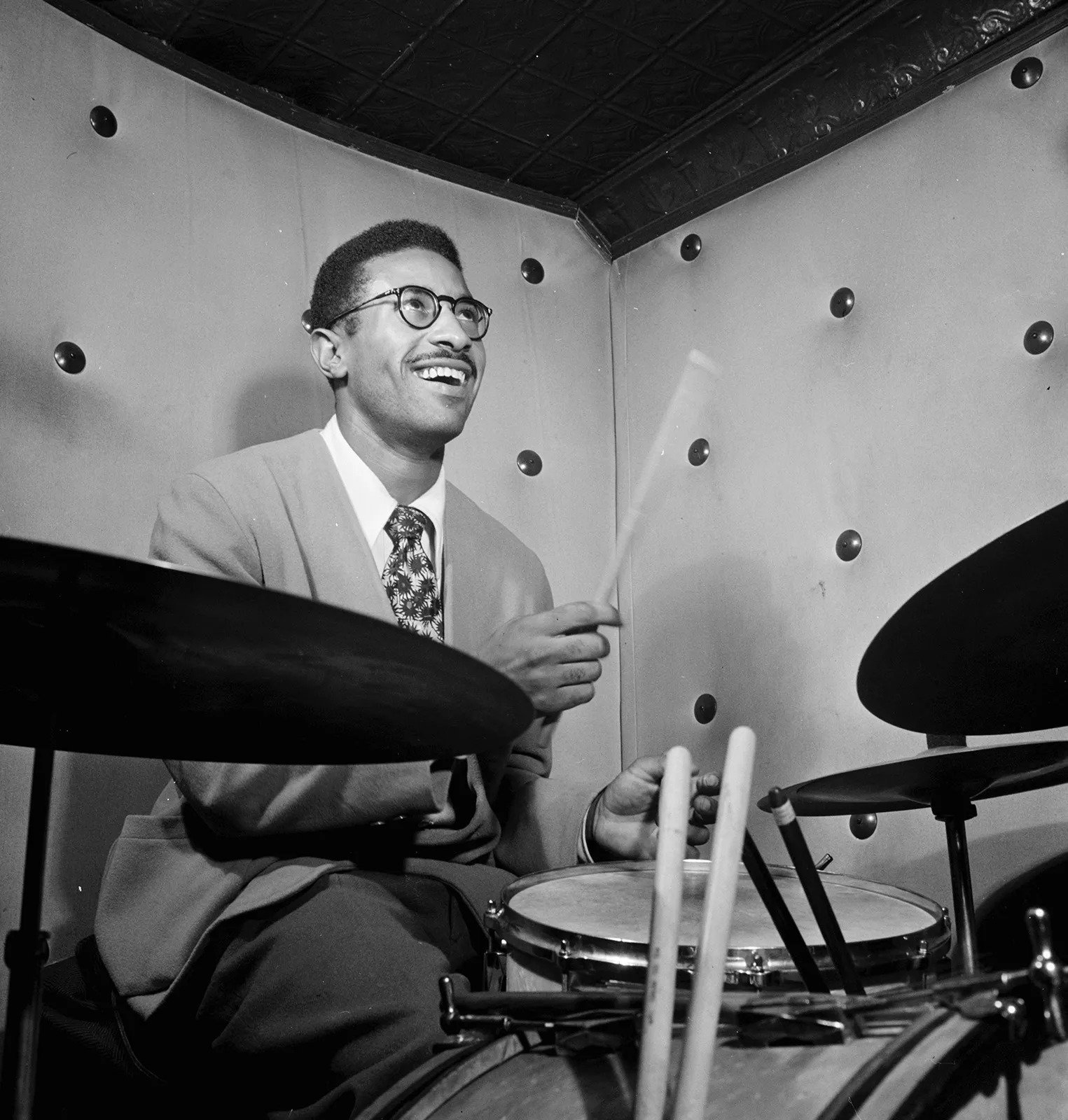
Al Three Deuces.
Foto William P. Gottlieb, 1947

Fino a quel momento, il compito del batterista era quello di assicurare una regolarità ritmica al resto del gruppo, scandendo i quattro quarti della battuta. Il bebop, oltre a scardinare le regole dell'armonia e della melodia, operò una rivoluzione anche nel ritmo: sulla strada tracciata da Kenny Clarke, di dieci anni più anziano, Roach fu uno dei primi batteristi a codificare lo stile della batteria bebop, offrendo un contributo determinante ai gruppi di Dizzy Gillespie, Charlie Parker, Thelonious Monk, Coleman Hawkins, Bud Powell e Miles Davis.
Dalle session del Monroe's e del Minton emerse un nuovo modo di utilizzare gli elementi della batteria: il pattern di base non veniva più scandito sull'hi-hat ma sul piatto; cassa e rullante non erano più degli accessori, ma venivano promossi al rango di elementi coloristici, con il compito di segnare accenti che dovevano rilanciare il flusso delle improvvisazioni dei solisti.
Roach si occupò anche dell'aspetto timbrico dello strumento, accordando le pelli in maniera originale al fine di ottenere un suono più acuto e brillante.
Grazie alla sua mobile inventiva, Roach fu uno dei batteristi preferiti di Charlie Parker, e partecipò a molte tra le incisioni fondamentali di Bird creando spesso assoli rivoluzionari per l'epoca: memorabile, per esempio, quello sul brano Ko-Ko, del 1945, vero punto di svolta del jazz moderno.
Nel 1952 Roach si diplomò in composizione alla Manhattan School of Music, dove aveva studiato anche arrangiamento e percussioni, e fondò insieme a Charles Mingus la Debut Records, uno dei primi esempi di autoproduzione discografica nella storia del jazz.
Lasciato l'ambiente newyorkese, nel 1954 Roach si trasferì sulla costa occidentale degli Stati Uniti e contribuì a creare lo stile Hard bop mettendo in piedi un quintetto composto da Clifford Brown alla tromba, Sonny Stitt al sax tenore (poi sostituito da Teddy Edwards, Harold Land  e infine da Sonny Rollins), Richie Powell al piano e George Morrow al contrabbasso.
Dopo la morte di Powell e Brown in un incidente stradale avvenuto nel 1956, Roach continuò a suonare in quintetto con Kenny Dorham, poi sostituito da Booker Little (che morirà a sua volta nel 1961 di uremia, all'età di ventitré anni) alla tromba, Rollins (cui subentrerà George Coleman) al sax tenore e Ray Bryant al pianoforte; in questo periodo Roach tentò di uscire dalle convenzioni Hard bop utilizzando i tempi dispari (fino a quel momento usati in maniera sporadica nel jazz) e incidendo nel 1957 l'album Jazz in 3/4 Time.
Per il resto degli anni cinquanta Roach incise per l'etichetta Mercury, abbandonando a un certo punto il sostegno armonico del pianoforte allo scopo di conferire maggiore libertà ai solisti. Tra i musicisti cui Roach in questo periodo diede l'opportunità di imporsi sulla scena del jazz, vanno segnalati Donald Byrd, il trombettista Tommy Turrentine e il fratello sassofonista Stanley Turrentine, il trombonista Julian Priester, il giovanissimo tubista Ray Draper, che esordì con Roach all'età di sedici anni, i già citati Booker Little e George Coleman e i contrabbassisti Art Davis, straordinario virtuoso, e Bob Cranshaw.
In quegli anni, Roach diede spazio anche a giovani compositori che hanno poi avuto una brillante carriera: tra gli altri, il pianista Muhal Richard Abrams, la cui prima composizione (Lepa) è stata incisa dal quintetto di Roach nel 1959, e il contrabbassista Bill Lee, padre del regista Spike Lee.
Nel 1960 Roach compose e incise per la Candid We Insist! - Freedom Now Suite, un lavoro commissionatogli dalla associazione nazionale per i diritti delle persone di colore. L'album era basato sui testi del poeta e cantante Oscar Brown Jr. e fu scritto in occasione del centenario del "proclama di emancipazione" di Abraham Lincoln. Un'operazione così esplicita, per l'epoca (anche per quanto riguarda la copertina del disco, volutamente provocatoria), contribuì all'inserimento di Roach nella "lista nera" dell'industria discografica statunitense nella seconda metà degli anni sessanta, e lo costrinse a diradare la sua presenza in studio d'incisione. Fa eccezione il disco Drums Unlimited che, oltre ad alcuni brani col suo gruppo regolare, presenta tre pezzi per sola batteria: questo servì a dimostrare, una volta per tutte, che la batteria è uno strumento a pieno titolo, in grado di suonare temi, variazioni e melodie.
Nei primi anni Sessanta Roach ha inciso due importanti album per l'etichetta Impulse! Records, Percussion Bitter Sweet (con Eric Dolphy e Mal Waldron) e It's Time, che vede anche la partecipazione di un coro di sedici elementi. Negli anni Settanta ha poi fondato un quartetto, sempre senza pianoforte, in cui sono transitati musicisti di pregio come il trombettista Cecil Bridgewater, i sassofonisti Billy Harper e Odean Pope, i contrabbassisti Reggie Workman, Calvin Hill e Tyrone Brown. Spesso, negli anni Ottanta, ha unito al suo quartetto regolare un quartetto d'archi guidato dalla figlia Maxine Roach, che suona la viola.
Alla fine degli anni settanta fondò "M'Boom", un gruppo formato da soli percussionisti (in cui hanno figurato, tra gli altri, Roy Brooks, Joe Chambers, Omar Clay, Ray Mantilla, Warren Smith, Freddie Waits, Kenyatte Abdur-Rahman e Fred King) che ha inciso diversi dischi e compiuto molte tournée, soprattutto in Europa.
Gli anni ottanta e novanta hanno visto Roach cimentarsi con una molteplicità di progetti: dischi per sola batteria; concerti e incisioni in duo, con Anthony Braxton, Cecil Taylor, Archie Shepp, Abdullah Ibrahim, Dizzy Gillespie, Mal Waldron e la pianista Connie Crothers, allieva di Lennie Tristano; performance multimediali, concerti con gruppi rap, musiche di scena per spettacoli teatrali (tra i quali uno di Sam Shepard) e molte altre attività.
Dal 1962 al 1970 Roach è stato sposato con la cantante Abbey Lincoln, presente in molti suoi dischi. Tra le innumerevoli registrazioni cui ha partecipato spicca Money Jungle (United Artists, 1962, oggi disponibile su Blue Note), con un trio composto da Charles Mingus e Duke Ellington: non un trio, un triumvirato, come mettono in evidenza le note di copertina dell'album.

## Gli ultimi anni
Roach è sempre stato popolarissimo in Italia, specialmente a partire dalla metà degli anni settanta e per tutti gli anni ottanta, quando i suoi concerti erano molto frequenti in Italia; inoltre per lungo tempo è stato sotto contratto con un'etichetta discografica italiana, la Black Saint/Soul Note, per la quale ha inciso moltissimi dischi, sia con le sue formazioni regolari sia in incontri "al vertice" con altri famosi esponenti del jazz contemporaneo come Cecil Taylor e Anthony Braxton. Durante gli anni sessanta faceva la pubblicità della ditta Meazzi per le batterie "Hollywood". Venne progettato per lui, da Caldironi, un modello speciale con soluzioni avveniristiche, tra cui il fatto che tutto lo strumento era collegato ad un carrello mobile a ruote, e alcuni elementi erano montati su binari.
Da sempre impegnato nella didattica, nel 1972 fu nominato professore all'Università del Massachusetts ad Amherst, dove nello stesso periodo insegnava anche il sassofonista Archie Shepp, col quale Roach ha spesso suonato e inciso.
Verso il 2000 Roach è stato colpito da idrocefalo. Questo lo ha costretto dapprima a rallentare l'attività, infine a interromperla del tutto (il suo ultimo disco è del 2002, con il trombettista Clark Terry). Ricoverato da lungo tempo in una casa di cura perché non più autosufficiente, Roach si è infine spento nel sonno, nelle prime ore del 16 agosto 2007.

## Discografia
- 1953: Max Roach Quartet (Fantasy)
- 1953: Max Roach and his Sextet (Debut)
- 1953: The Max Roach Quartet Featuring Hank Mobley (Debut)
- 1956: Max Roach + 4 (EmArcy)
- 1957: Jazz in ¾ Time (Mercury)
- 1958: Max Roach/Art Blakey (con Art Blakey)
- 1958: Max Roach Plus Four on the Chicago Scene (Mercury)
- 1958: Max Roach Plus Four at Newport (Mercury)
- 1958: Max Roach with the Boston Percussion Ensemble (EmArcy)
- 1958: Deeds not Words (aka Conversation) (Riverside)
- 1958: Max Roach/Bud Shank - Sessions (con Bud Shank)
- 1958: The Defiant Ones (con Booker Little)
- 1958: Deeds, Not Words (con Ray Draper, Booker Little, George Coleman)
- 1959: Rich Versus Roach (con Buddy Rich)
- 1960: Stan 'The Man' Turrentine
- 1960: Again! (Affinity)
- 1960: Parisian Sketches (Mercury)
- 1960: We Insist! - Freedom Now Suite (Candid)
- 1961: Percussion Bitter Sweet (Impulse! Records) (con Mal Waldron)
- 1962: Speak, Brother, Speak!
- 1962: It's Time (Impulse! Records) (con Mal Waldron)
- 1964: Live in Europe: Freedom Now Suite (con Abbey Lincoln)
- 1964: The Max Roach Trio Featuring the Legendary Hasaan (con Hasaan ibn Ali)
- 1966: Drums Unlimited (Atlantic) (con James Spaulding, Freddie Hubbard, Ronnie Mathews, Jymie Merritt, Roland Alexander)
- 1968: Sound as Roach (Atlantic)
- 1968: Members, Don't Git Weary (Atlantic)
- 1971: Lift Every Voice and Sing (con J.C. White Singers)
- 1976: Force: Sweet Mao-Suid Afrika '76 (con Archie Shepp)
- 1976: Nommo (Victor)
- 1977: Max Roach Quartet Live in Tokyo (Denon)
- 1977: The Loadstar (Horo Records)
- 1977: Max Roach Quartet Live in Amsterdam - It's Time (Baystate)
- 1977: Solos (Baystate)
- 1977: Streams of Consciousness - (con la Dollar Brand)
- 1978: Confirmation (Fluid Records)
- 1978: Birth and Rebirth  - con Anthony Braxton (Black Saint)
- 1979: The Long March - con Archie Shepp (Hathut)
- 1979: Historic Concerts  - con Cecil Taylor (Black Saint)
- 1979: One in Two - Two in One - con Anthony Braxton (Hathut)
- 1979: Pictures in a Frame (Soul Note)
- 1980: Chattahoochee Red (Columbia)
- 1982: Swish  - con Connie Crothers (New Artists)
- 1982: In the Light (Soul Note)
- 1983: Live at Vielharmonie (Soul Note)
- 1984: Scott Free (Soul Note)
- 1984: It's Christmas Again (Soul Note)
- 1984: Survivors (Soul Note)
- 1985: Easy Winners (Soul Note)
- 1986: Bright Moments (Soul Note)
- 1989: Max + Dizzy: Paris 1989 - con Dizzy Gillespie (A&M)
- 1989: Homage to Charlie Parker (A&M)
- 1991: To the Max! (Enja)
- 1995: Max Roach With The New Orchestra Of Boston And The So What Brass Quintet (Blue Note)
- 1999: Beijing Trio (Asian Improv)
- 2002: Friendship - con Clark Terry (Columbia)

Con Clifford Brown
- 1954: Brown And Roach Incorporated
- 1954: Clifford Brown and Max Roach
- 1954: Study in Brown
- 1954: More Study in Brown
- 1955: Clifford Brown with Strings
- 1956: Clifford Brown and Max Roach at Basin Street
- 1957: Clifford Brown with Strings
- 1979: Live at the Bee Hive (Columbia Records)

Con M'Boom
- 1973: Re: Percussion (Strata-East Records)
- 1979: M'Boom (Columbia)
- 1984: Collage (Soul Note)
- 1992: Live at S.O.B.'s New York (Blue Moon Records)

### Partecipazioni
- 1944: Rainbow Mist (con Coleman Hawkins)
- 1944: Coleman Hawkins and His All Stars (con Coleman Hawkins)
- 1945: Town Hall, New York, June 22, 1945 (con Dizzy Gillespie e Charlie Parker)
- 1945 - 1948: The Complete Savoy Studio Recordings (con Charlie Parker)
- 1946: Mad Be Bop (con J.J. Johnson)
- 1946: Opus BeBop (con Stan Getz)
- 1946: Savoy Jam Party (Don Byas Quartet)
- 1946: The Hawk Flies (con Coleman Hawkins)
- 1947: The Bud Powell Trip (con Bud Powell)
- 1947: Lullaby in Rhythm (con Charlie Parker)
- 1947: Charlie Parker on Dial (con Charlie Parker)
- 1948: The Band that Never Was (con Charlie Parker)
- 1948: Bird on 52nd Street (con Charlie Parker)
- 1948: Bird at the Roost (con Charlie Parker)
- 1949: Birth of the Cool (con Miles Davis)
- 1949 -  1953: Charlie Parker – Complete Sessions on Verve (con Charlie Parker)
- 1949: Charlie Parker in France (con Charlie Parker)
- 1949: Genesis (with Sonny Stitt)
- 1949: The Stars of Modern Jazz at Carnegie Hall
- 1950: The McGhee-Navarro Sextet (con Howard McGhee)
- 1951: The Amazing Bud Powell (con Bud Powell)
- 1951: The George Wallington Trip and Septet (con George Wallington)
- 1951: Conception (con Miles Davis)
- 1952: New Faces, New Sounds (con Gil Melle)
- 1952: The Complete Genius (con Thelonious Monk)
- 1952: Live at Rockland Palace (con Charlie Parker)
- 1953: Jazz at Massey Hall (con Charlie Parker)
- 1953: Mambo Jazz (con Joe Holiday)
- 1953: Yardbird: DC-53 (con Charlie Parker)
- 1953: Cohn's Tones (con Al Cohn)
- 1953: Diz and Getz (con Dizzy Gillespie e Stan Getz)
- 1954: Daahoud (Mainstream Records)
- 1954: Dinah Jams Featuring Dinah Washington
- 1955: Relaxed Piano Moods (con Hazel Scott)
- 1955: Introducing Jimmy Cleveland And His All Stars (EmArcy)
- 1955: New Piano Expressions (con John Dennis)
- 1955: Herbie Nichols Trio (con Herbie Nichols)
- 1955: Work Time (con Sonny Rollins)
- 1955: The Charles Mingus Quartet plus Max Roach (con Charles Mingus)
- 1956: Sonny Rollins Plus 4 (con Sonny Rollins)
- 1956: Introducing Johnny Griffin (con Johnny Griffin)
- 1956: The Magnificent Thad Jones (con Thad Jones)
- 1956: Brilliant Corners (con Thelonious Monk)
- 1956: Tour de Force (con Sonny Rollins)
- 1956: The Music of George Gershwin: I Sing of Thee (con Joe Wilder)
- 1956: Rollins Plays For Bird (Sonny Rollins Quintet)
- 1956: Saxophone Colossus (con Sonny Rollins)
- 1957: First Place (con J.J. Johnson)
- 1957: Sonny Clark Trio
- 1957: Jazz Contrasts (con Kenny Dorham)
- 1958: Freedom Suite (con Sonny Rollins)
- 1958: Shadow Waltz (con Sonny Rollins)
- 1958: Award-Winning Drummer (Time T)
- 1959: A Little Sweet (alias The Many Sides of Max ) (Mercury)
- 1959: Moon-Faced and Starry-Eyed (Mercury)
- 1960: Quiet as it's Kept (Mercury)
- 1960: Tommy Turrentine (con Tommy Turrentine)
- 1960: Long as You're Living (Enja)
- 1960: Uhuru Afrika (con Randy Weston)
- 1960: Sonny Clark Trio (con Sonny Clark)
- 1961: Straight Ahead (con Abbey Lincoln)
- 1961: Out Front (con Booker Little)
- 1961: Paris Blues (con Duke Ellington)
- 1962: Money Jungle (con Duke Ellington e Charles Mingus)
- 1962: Drum Suite (con Slide Hampton)
- 1966: Stuttgart 1963 Concert (con Sonny Rollins
- 1972: Newport in New York ‘72 (Roach è presente solo in 2 tracce)
- 1975: The Bop Session (con Dizzy Gillespie, Sonny Stitt, John Lewis, Hank Jones e Percy Heath)